# Anette Horn
Anette Horn (* 15. April 1963 in Kapstadt, Südafrika) ist eine deutsche Germanistin und Anglistin.

## Leben
Sie besuchte die Deutsche Internationale Schule in Kapstadt und studierte an der Universität Kapstadt, wo sie 1984 den BA-Grad in Deutsch und Englisch erhielt, 1984 den BA (Hons) mit Auszeichnung, 1991 den M.A. und 1998 den Doktorgrad. Anette Horn erhielt von 2000 bis 2002 ein Alexander von Humboldt-Stipendium und forschte als Post-Doc an der Technischen Universität Berlin und ist seit 2004 ein NRF-Rated Researcher.
Von 1985 bis 1998 bekleidete sie verschiedene Kontraktstellen an der Universität von Kapstadt, von 2003 bis 2004 war sie Senior Lecturer an der Universität Pretoria, von 2005 bis 2010 Associate Professor und von 2011 an Professor an der University of Witwatersrand in Johannesburg (Südafrika). Von 2003 bis 2009 war sie Herausgeberin der Acta Germanica und von 2003 an Korrespondierende Herausgeberin der Kritika Kultura (Manila, Philippinen), von 2011 an im Wissenschaftlichen Beirat des INST (Wien).
Anette Horn forscht vor allem zu Friedrich Nietzsche (Nietzsches Begriff der décadence; Nietzsche-Lexikon; Nietzsche-Forschungen); zur DDR-Literatur (Kontroverses Erbe und Innovation: Die Novelle Die Reisebegegnung von Anna Seghers), Jean Paul und Heinrich von Kleist (Eine neue Vorstellungswelt herzustellen; Die Reise um den Kopf. Jean Pauls Ideenassoziationen; „Ich bin dir wohl ein Rätsel?“ Heinrich von Kleists Dramen [mit Peter Horn]); über Rilke ([mit Peter Horn] „Ich lerne sehen“ Zu Rilkes Lyrik.)
Daneben hat Anette Horn zahlreiche Aufsätze in wissenschaftlichen Zeitschriften und Anthologien zu u. a. J.M.R. Lenz, Herder, Hesse, Kafka, Musil, Elias Canetti, Jura Soyfer, Uwe Timm, Jürgen Fuchs, Monika Maron, Verena Stefan, Bessie Head, Athol Fugard, J.M. Coetzee, Zoë Wicomb, zur Wahrheits- und Versöhnungskommission, Patriotismus und Cosmopolitanismus veröffentlicht.

## Schriften
- Nietzsches Begriff der décadence: Kritik und Analyse der Moderne. (= Heidelberger Beiträge zur deutschen Literatur. Bd. 5). Peter Lang, Hamburg 2000, ISBN 3-631-35261-1.[6]
- Kontroverses Erbe und Innovation: Die Novelle Die Reisebegegnung von Anna Seghers im literaturpolitischen Kontext der DDR der siebziger Jahre. (= Beiträge zur Literatur und Literaturwissenschaft des 20. Jahrhunderts. Nr. 22). Peter Lang, Frankfurt am Main 2005, ISBN 3-631-54024-8.
- Anette Horn, Peter Horn (Hrsg.): Das Wissen der Weltbürger. (Diskurs Philosophie). Athena Verlag, Oberhausen 2008, ISBN 978-3-89896-301-5.
- Eine neue Vorstellungswelt herzustellen. Aufsätze zu Jean Paul. Athena Verlag, Oberhausen 2008, ISBN 978-3-89896-345-9.
- Anette Horn, Peter Horn: „Ich lerne sehen“ Zu Rilkes Lyrik. Athena Verlag, Oberhausen 2010, ISBN 978-3-89896-419-7.
- „Denken heißt nicht vertauben.“ Aufsätze zur neueren deutschen Literatur. Athena Verlag, Oberhausen 2011, ISBN 978-3-89896-419-7.
- Die Reise um den Kopf. Jean Pauls Ideenassoziationen. Athena Verlag, Oberhausen 2012, ISBN 978-3-89896-470-8.
- Anette Horn, Peter Horn: „Ich bin dir wohl ein Rätsel?“ Heinrich von Kleists Dramen. 2013, ISBN 978-3-89896-532-3.